# Ritratto di gentiluomo "dalle maniche rosse"
Il Ritratto di gentiluomo "dalle maniche rosse" è un dipinto a olio su tela di Paris Bordon datato 1540-1545 circa e conservato ai Musei di Strada Nuova a Genova, (Palazzo Rosso).

## Storia
La tela è documentata per la prima volta il 23 maggio 1668 nell’inventario di Palazzo Balbi, ceduto a Giovanni Francesco Brignole-Sale (1695-1760). Viene donato nel 1874 al comune di Genova dalla duchessa Maria Brignole-Sale.

## Descrizione
Il dipinto raffigura un uomo a mezzo busto all’interno di un palazzo: con la mano destra porge una lettera e segue il suo gesto con lo sguardo. Questo dettaglio rende plausibile l’ipotesi che il ritratto sia stato eseguito in pendant con un'altra tela in occasione di un fidanzamento, o comunque a suggello di un particolare momento della vita di due innamorati (una partenza, un distacco). La lettera appare anche sullo sfondo, come in una sorta di narrazione continua,  mentre viene consegnata a una dama bionda in cima a una scala. In passato il soggetto venne identificato nella figura di Ottaviano Grimaldi, nobile mercante genovese che nel 1524 si trovava a Venezia. L’ipotesi è stata formulata unicamente sulle informazioni fornite da Vasari il quale riporta che Paris Bordon aveva inviato a Ottaviano un suo ritratto a grandezza naturale. Sulla base invece di motivi stilistici e cronologici è stato proposto di riconoscere nel gentiluomo il collezionista milanese Carlo da Rho, presso il quale Bordon aveva soggiornato fra il 1548 e il 1550 circa, e per cui realizzò un certo numero di dipinti.